# Woiwodschap Zielona Góra (1975-1998)

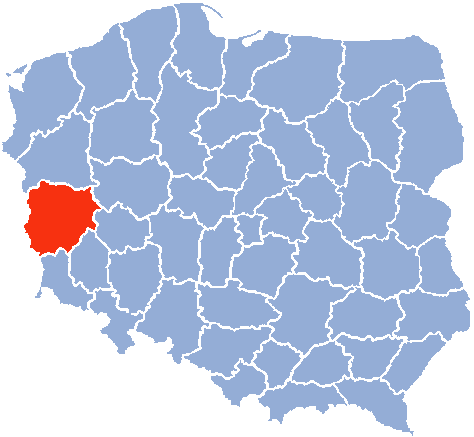
Zielona Góra

Zielona Góra (Pools: województwo zielonogórskie) was een woiwodschap in Polen van 1975 tot 1998. De hoofdstad van het woiwodschap was Zielona Góra.
Sinds 1 januari 1999 vormen Zielona Góra en het woiwodschap Gorzów Wielkopolski samen het nieuwe woiwodschap Lubusz.